# Bornova Anadolu Lisesi Spor Kulübü
Il Bornova Anadolu Lisesi Spor Kulübü è una società polisportiva turca, con sede a Smirne.
La polisportiva è attiva nei seguenti sport:
- bridge
- calcio, con una squadra maschile
- ciclismo
- frisbee
- pallacanestro, con una squadra maschile
- ping pong
- scacchi
- sport elettronici
- tennis
- tuffi
- vela

La polisportiva era attiva anche nella pallavolo con una squadra maschile, che ha cessato l'attività nel 2019.